# Acsenda School of Management
Das Acsenda School of Management (kurz Acsenda) ist eine kanadische Privatuniversität mit Sitz in Vancouver, British Columbia, Kanada. 
Die Hochschule ging 2013 aus dem Sprott Shaw Degree College hervor und nahm 2015 den Unterrichtsbetrieb auf. Erster Campus war in Burnaby; der heutige Acsenda-Campus befindet sich im Stadtzentrum in der 666 Burrard St, Vancouver.
Sie hat die staatliche Genehmigung sowohl einen vierjährigen Bachelor of Business Administration (BBA) mit Vertiefungen in Immobilienmanagement, Internationale Unternehmensführung, Marketing-Management, Personalmanagement, Buchhaltung, Finanzmanagement, Management-Informationssysteme und Allgemeines Management als auch den vierjährigen Bachelor of Hospitality Management (BHM) anzubieten. Seit 2016 ist die Acsenda School of Management Teil der EduCo Education Group, die postgraduale Programme in 16 Bildungseinrichtungen und Partnerschaften in vier Ländern anbietet.